# Малютянка
Малю́тянка — село в Україні, у Боярській міській громаді Фастівського району Київської області. Населення становить 2137 осіб.

## Історія
12 червня 2020 року розпорядженням Кабінету Міністрів України Малютянська сільська рада об'єднана з Боярською міською громадою.
17 липня 2020 року, в результаті адміністративно-територіальної реформи та ліквідації Києво-Святошинського району, село увійшло до складу Фастівського району.

## Відомі особи

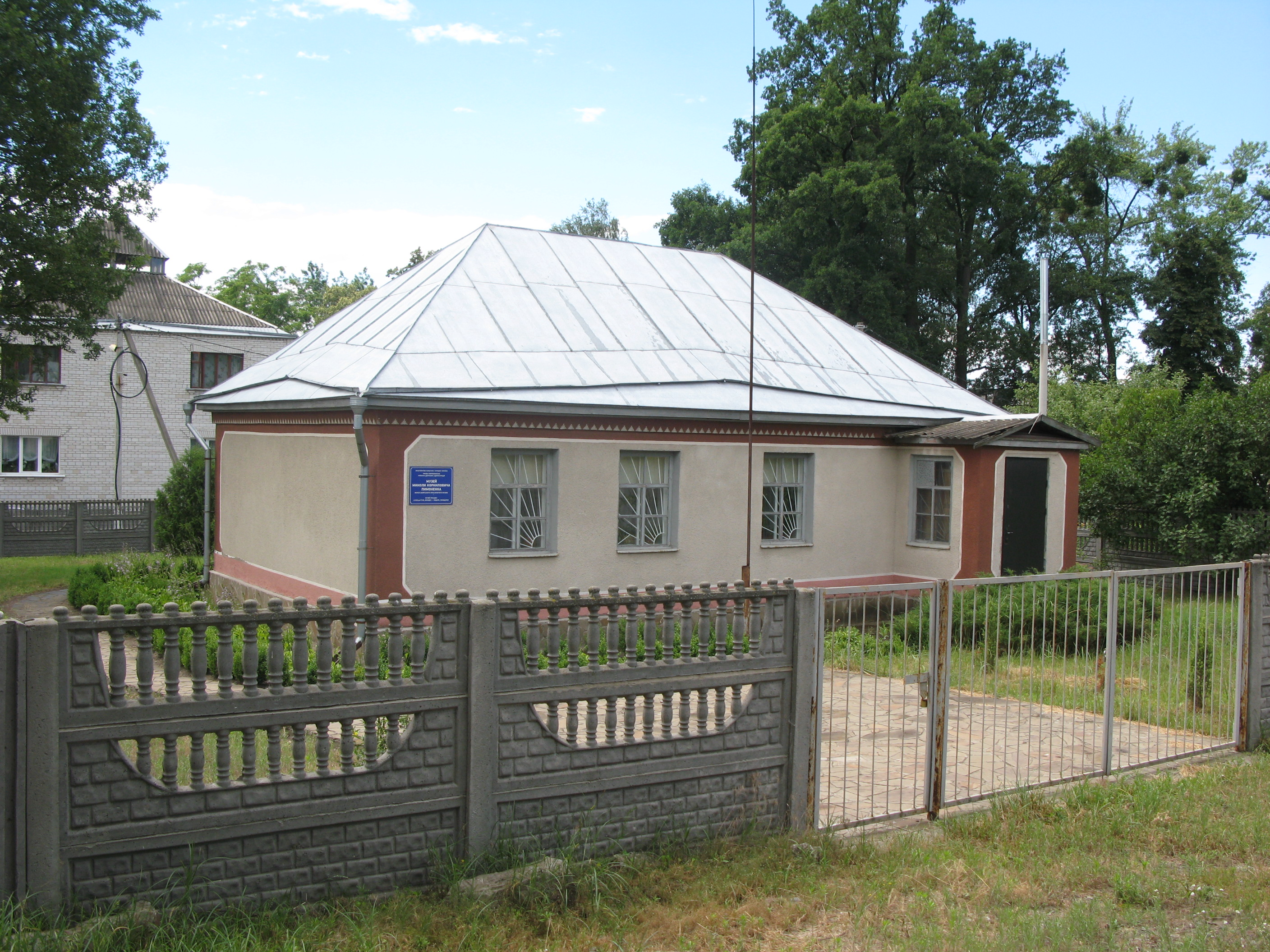
Будинок-музей Миколи Пимоненка в Малютянці

- Мельнік Яків Іванович — працівник сільського господарства, Герой Соціалістичної Праці, уродженець села Малютянка.
- Бойчун Юрій Олександрович — молодший лейтенант Збройних сил України, учасник російсько-української війни, уродженець села Малютянка.
- Малишко Микола Олексійович — скульптор-монументаліст, заслужений художник України, лауреат Шевченківської премії (2017).

У селі діє музей художника Миколи Пимоненка.